# 해남군·진도군 (1988년 선거구)
해남군·진도군은 대한민국의 옛 국회의원 선거구이다. 당시 전라남도 해남군, 진도군 지역을 관할했다.

## 역사
제13대 국회의원 선거를 앞두고 소선거구제가 실시되었다. 이에 해남군·진도군 선거구가 관할 구역을 유지하면서 1인 선거구로 개편되었다.
제18대 국회의원 선거를 앞두고 선거구 개편이 일어나면서 완도군을 편입해 해남군·완도군·진도군 선거구를 이루게 됨에 따라 폐지되었다.

## 역대 국회의원
| 선거   | 정당 | 정당           | 의원   |
| ------ | ---- | -------------- | ------ |
| 1988년 |      | 평화민주당     | 김봉호 |
| 1992년 |      | 민주당         | 김봉호 |
| 1996년 |      | 새정치국민회의 | 김봉호 |
| 2000년 |      | 무소속         | 이정일 |
| 2004년 |      | 새천년민주당   | 이정일 |
| 2006년 |      | 민주당         | 채일병 |

## 역대 선거 결과

### 대한민국 제13대 국회의원 선거
|  | 63.05% |

|  | 24.19% |

|  | 8.91% |

|  | 2.75% |

|  | 0.60% |

|  | 0.46% |

### 대한민국 제14대 국회의원 선거
|  | 55.98% |

|  | 21.74% |

|  | 16.76% |

|  | 3.15% |

|  | 2.35% |

### 대한민국 제15대 국회의원 선거
|  | 53.98% |

|  | 37.96% |

|  | 3.15% |

|  | 1.84% |

|  | 1.69% |

|  | 1.34% |

### 대한민국 제16대 국회의원 선거
|  | 43.29% |

|  | 40.50% |

|  | 10.04% |

|  | 3.70% |

|  | 1.46% |

|  | 0.98% |

### 대한민국 제17대 국회의원 선거
|  | 55.47% |

|  | 39.73% |

|  | 3.07% |

|  | 1.71% |

### 2006년 대한민국 재보궐선거
|  | 62.53% |

|  | 29.25% |

|  | 8.20% |